# Philippe de Franeau
Philippe Gustave Ghislain Aolphe de Franeau (Bergen, 6 januari 1805 - Salbris, 1 december 1875) was een Zuid-Nederlands edelman.

## Geschiedenis
- In 1583 verleende koning Filips II van Spanje de riddertitel aan Philippe Franeau.
- In 1595 verleende Filips II de riddertitel aan Séverin Franeau, zoon van de voorgaande.
- In 1627 verleende aartshertog Albrecht van Oostenrijk dezelfde riddertitel aan François Franeau, zoon van de voorgaande.
- In 1687 verleende koning Karel II van Spanje de titel burggraaf aan Georges de Franeau, zoon van de voorgaande.
- In 1709 verleende koning Lodewijk XIV van Frankrijk de titel graaf aan François de Franeau de Gommignies.

## Philippe de Franeau
Philippe de Franeau was een zoon van Théodore de Franeau, kapitein in Franse dienst, en van Marie-Charlotte Obert. Hij trad in dienst bij Willem I der Nederlanden en werd kamerheer. In 1827, onder het Verenigd Koninkrijk der Nederlanden, werd hij erkend in de erfelijke adel, met de titel graaf, overdraagbaar bij eerstgeboorte.
Hij trouwde in 1825 met gravin Caroline de Mercy-Argenteau (1804-1859) en hertrouwde in 1868 met Céline Ménager (°1843). Ze kregen zes kinderen, maar in de volgende generatie was de familie al uitgedoofd.